# Orbitacolax
Orbitacolax is een geslacht van eenoogkreeftjes uit de familie van de Bomolochidae. De wetenschappelijke naam van het geslacht is voor het eerst geldig gepubliceerd in 1957 door Shen.

## Soorten
- Orbitacolax aculeatus (Pillai, 1962)
- Orbitacolax analogus Vervoort, 1969
- Orbitacolax dactylopterusi (Carvalho, 1958)
- Orbitacolax hapalogenyos (Yamaguti & Yamasu, 1959)
- Orbitacolax leptoscari (Yamaguti, 1953)
- Orbitacolax uniunquis Shen, 1957
- Orbitacolax williamsi Cressey & Cressey, 1989